# Guillaume Cornelis van Beverloo
Guillaume Cornelis van Beverloo (3 de julho de 1922 - 5 de setembro de 2010), mais conhecido por seu pseudônimo Corneille, foi um pintor e artista plástico holandês. Ele nasceu na cidade de Liège, na Bélgica, filho de pais holandeses e mudou-se para à Holanda com os pais aos doze anos de idade, tendo estudado e iniciado sua carreira em Amsterdam. No final dos anos 40 foi um dos fundadores do grupo COBRA, um movimento artístico da vanguarda europeia.

Após a dissolução do movimento, mudou-se para Paris, onde residiu até o fim de sua vida. Passou a colecionar obras de arte africana, influenciando muitos de seus trabalhos. Sua obra pode ser vista no Centro Georges Pompidou, em Paris.

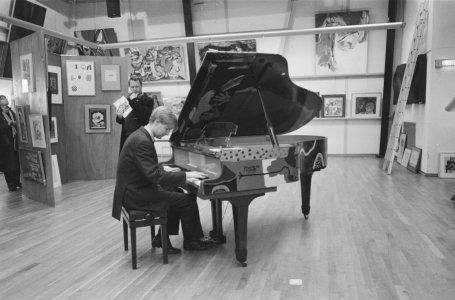
Piano pintado por Corneille fotografado em leilão no dia de exibição de Christies em 1987
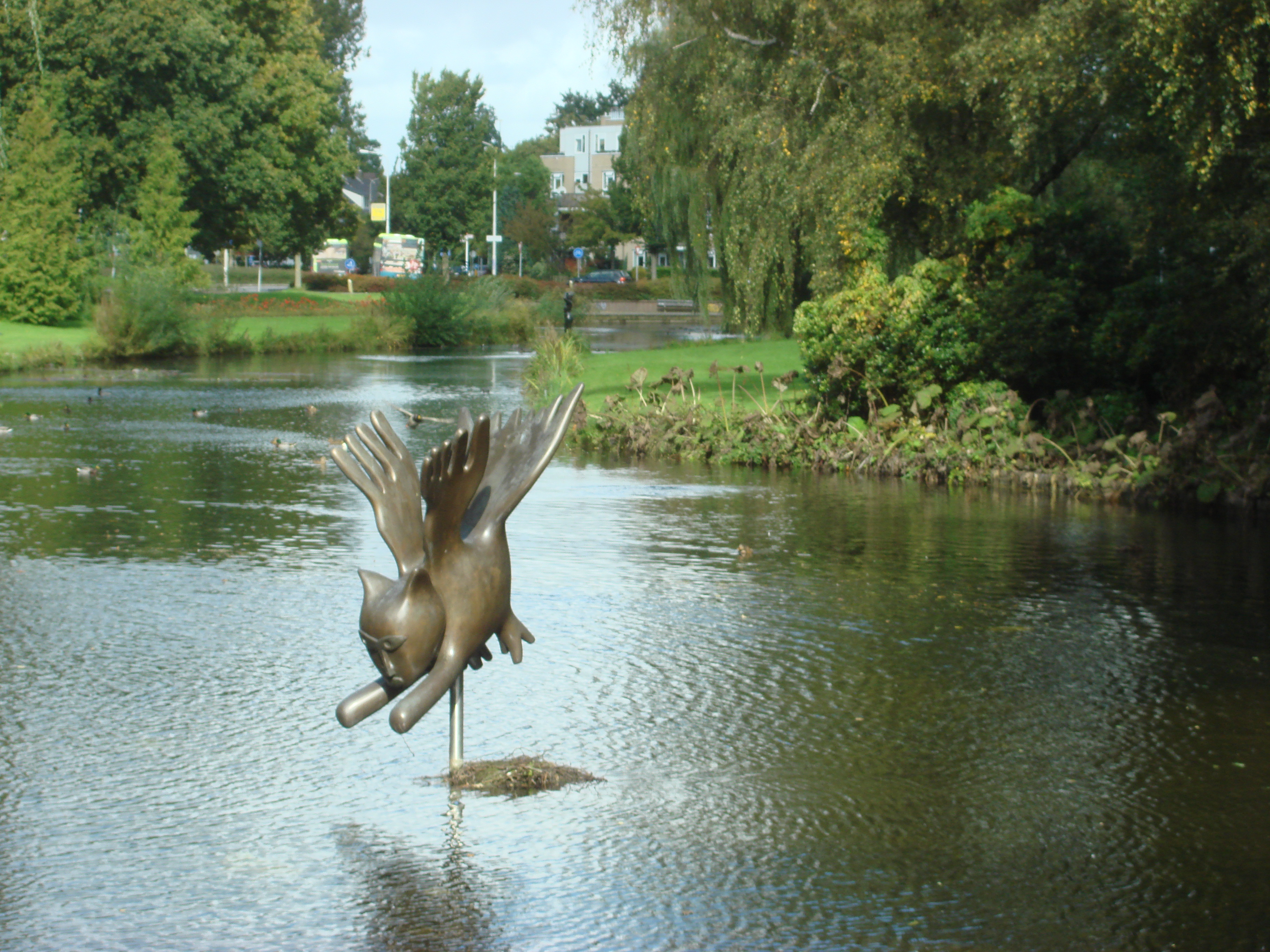
Estátua De Vliegende Kat por Corneille na lagoa atrás do Museu Cobra em Amstelveen